# Paphiopedilum hangianum
Paphiopedilum hangianum är en orkidéart som beskrevs av Holger Perner och Olaf Gruss. Paphiopedilum hangianum ingår i släktet Paphiopedilum och familjen orkidéer. Inga underarter finns listade i Catalogue of Life.